# BAP Callao (DT-143)
USS Washoe County (LST-1165)
Le BAP Callao (DT-143), anciennement USS Washoe County (LST-1165) de l'US Navy, est un bâtiment de débarquement de chars de la marine péruvienne depuis 1984.

## Histoire
Le USS Washoe County a été construit au Chantier naval Ingalls de Pascagoula Mississippi en 1953. C'est un Landing Ship Tank de classe Terrebonne Parish. Il porte le nom du Comté de Washoe.
En janvier 1954, il rejoint l'United States Fleet Forces Command pour servir au sein de l'United States Navy Reserve à la Naval Amphibious Base Little Creek (base navale de Norfolk sur la côte est des États-Unis). Il apparaît dans le film canadien Brisants humains de 1956 puis rejoint la sixième flotte des États-Unis.
De 1958 à 1964, il sert dans l'océan Pacifique pour diverses tâches comme l'Organisation du traité de l'Asie du Sud-Est.
De 1964 à 1970, il sert en mer de Chine méridionale durant la guerre du Viêt Nam. Le Washoe County reçoit la Presidential Unit Citation, la Navy Unit Commendation, la Navy Unit Commendation et douze Service star de campagne pour le service de guerre au Viêt-Nam.
Il est présenté à l'exposition universelle de 1970 à Osaka avant de rejoindre la base navale de Kitsap dans l'État de Washington le 25 novembre 1970. Il est retiré du service le 25 mars 1971.
Il est réactivé en janvier 1973 au Military Sealift Command comme cargo avec l'immatriculation USNS Washoe County (T-LST-1165) au sein de la National Defense Reserve Fleet à Suisun Bay (Benicia en Californie).

## Transfert au Pérou
Le 7 août 1984, le Washoe County et trois autres bâtiments identiques (USS Traverse County, USS Waldo County et USS Walworth County) sont loués par le Pérou. Le bail est renouvelé pour les quatre navires en août 1989 et août 1994.
Il devient le BAP Callao (DT-143) de la marine péruvienne le 4 mars 1985.
Le 26 avril 1999, l'US Navy les vend définitivement conformément au Foreign Military Sales.
Ce bâtiment peut transporter :
- jusqu'à 380 hommes de troupes et 15 officiers ;
- trois landing craft ;
- un LCP.

### Note et référence
- (en) Cet article est partiellement ou en totalité issu de l’article de Wikipédia en anglais intitulé « USS Washoe County (LST-1165) » (voir la liste des auteurs).